# Salice Salentino Aleatico liquoroso
Il Salice Salentino Aleatico liquoroso è un vino DOC la cui produzione è consentita nelle province di Brindisi e Lecce.

## Caratteristiche organolettiche
- colore: rosso granato più o meno intenso, con riflessi violacei.
- odore: aroma delicato caratteristico che si fonde con il profumo che acquista il vino invecchiando.
- sapore: pieno, caldo, dolce, armonico, gradevole.

## Produzione
Provincia, stagione, volume in ettolitri
- nessun dato disponibile